# 塩原時三郎

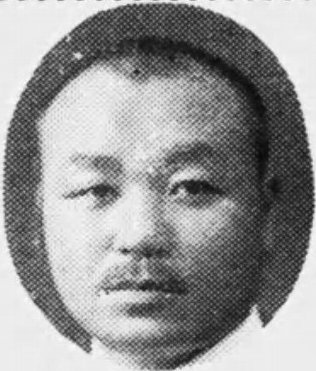
塩原時三郎

塩原 時三郎（しおばら ときさぶろう、1896年（明治29年）2月18日 - 1964年（昭和39年）10月27日）は、日本の逓信官僚、政治家。衆議院議員、通信院総裁・逓信院総裁、官選清水市長。

## 経歴
長野県更級郡八幡村（現・千曲市）出身。和田開蔵の長男として生まれ、山林技師・塩原谷五郎の養子となる。旧制長野中学、第八高等学校を経て、1920年（大正9年）7月、東京帝国大学法学部法律学科（独法）を卒業。在学中の1919年（大正8年）4月、国家主義的学生団体興国同志会（国本社の前身）の結成に参画した。
大学卒業後、官界に入り逓信局書記兼逓信属・東京逓信局兼電気局勤務となる。1921年（大正10年）11月、高等試験行政科試験に合格。その後、貯金局事務官・貯金局賜金課長、内国為替課長、静岡郵便局長、簡易保険局第二原簿課長、司計課長などを歴任。
1928年（昭和3年）9月、台湾総督府に移り交通局副参事となる。さらに交通局参事・逓信部庶務課長を務め1929年（昭和4年）10月に辞任。同月、静岡県清水市長に就任し、1932年（昭和7年）2月まで在任。次いで関東庁に転じ内務部地方課長に就任し、長官官房文書課長兼内務局地方課長、長官秘書官兼秘書課長を務める。1934年（昭和9年）12月、関東庁が在満州国日本大使館関東局に改組され引き続き秘書課長となり、のち文書課長を兼務。1935年（昭和10年）3月、満州国に移り国務院総務庁人事処長となった。1936年（昭和11年）8月、朝鮮総督府に転じ秘書官に就任。富永文一学務局長に替わって、1937年（昭和12年）7月から朝鮮総督府学務局長心得、そして学務局長に在任し皇民化教育を推進した。
1941年（昭和16年）3月、厚生省職業局長に就任。以後、電気庁長官、逓信省電気局長、軍需省電力局長、通信院総裁、逓信院総裁を歴任し、1945年（昭和20年）8月、終戦を迎え辞任した。同年12月、弁護士登録を行い、極東国際軍事裁判においてA級戦犯容疑者である木村兵太郎の弁護人を務めた。
1947年（昭和22年）11月に公職追放となり1951年（昭和26年）10月に解除された。1953年（昭和28年）4月、静岡県第1区から第26回衆議院議員総選挙に自由党から出馬し当選した。しかし、1955年（昭和30年）2月の第27回衆議院議員総選挙では落選し、1期のみの在任となった。
その後、1962年（昭和37年）2月から1964年（昭和39年）10月まで昭和重工の代表取締役を務めた。

## 著書
- 『東條メモ - かくて天皇は救われた』ハンドブック社、1952年。

## 伝記
- 岡崎茂樹『時代を作る男塩原時三郎』大沢築地書店、1942年。